# Robert Morison
Robert Morison, född 1620 i Aberdeen, död 10 november 1683 i London, var en brittisk botanist. Han var en av de klarsyntaste forskarna och mest betydande författarna i botaniken före Linné. Auktorsnamnet Morison kan användas för Robert Morison i samband med ett vetenskapligt namn inom botaniken; se Wikipediaartiklar som länkar till auktorsnamnet.
Morison vistades en tid i frivillig landsflykt såsom Karl II:s anhängare och var under den tiden direktör för botaniska trädgården i Blois. Därifrån återvände han i kungens följe, blev livmedikus, föreståndare för alla kungliga trädgårdarna och professor i botanik vid universitetet i Oxford 1669. I Præeludia botanica (2 band, 1669; 2:a delen bär undertiteln Hallucinationes Caspari Bauhini) kritiserade Morison på ett obilligt sätt ett av de förnämsta för-linnéska samlingsverken, Gaspard Bauhins Pinax, men framlade även med stor lärdom egna bidrag till naturhistorien. I de stora verken Plantarum Umbelliferarum distributio nova (1672) och Plantarum historiae universalis Oxoniensis Pars secunda (med 118 tavlor, 1680; därtill en 3:e postum del med 166 tavlor, 1699) gav Morison ny fart åt systematiken, som vilat sedan århundradets början. Han urskilde flera naturliga grupper, som ännu trehundra år senare upprätthölls, ehuru med något ändrad begränsning, och som ännu benämnas med de namn, som användes av Morison. Genom sin systematisering av umbellaterna, varvid han tar hänsyn till frukternas form, kan Morison betraktas som den förste monografen inom botaniken.